# Тільки для ваших очей (фільм)
«Тільки для ваших очей» — 12-й фільм про англійського суперагента Джеймса Бонда. Екранізація однойменної новели Яна Флемінга.

## Сюжет
У прологу фільму Джеймс Бонд приходить на могилу своєї дружини. Раптом за ним прилітає вертоліт. Та виявляється, що це пастка, влаштована його заклятим ворогом, скаліченим керівником терористичного угрупування СПЕКТР Ернстом Ставро Блофельдом. Але Бонд рятується і скидає Блофельда з вертольота в трубу. Блофельд гине.
В Іонічному морі затонув британський секретний корабель, а на його борту знаходиться надсекретний пристрій АТЕК. Його хоче дістати глава КДБ — генерал Гоголь. На замовлення Великої Британії грецький аквалангіст Гейвлок намагається дістати корабель з дна першим, але його і його дружину вбивають. Міністр оборони Великої Британії доручає агентові англійської спецслужби МІ-6 Джеймсові Бонду розслідувати це вбивство. Бонд вирушає до Греції, де знайомиться з дочкою Гейвлоків Меліною, яка хоче помститися за батьків.
Подальше разслідування заносить Бонда в Альпи, а потім знову до Греції, де він знайомиться з греком Крістатосом. Останній розповідає агентові, що вбивство Гейвлоків замовив контрабандист Коломбо. Але Коломбо відкриває Бонду очі на справжнього Крістатоса — страшного злочинця. 007 дістає з морського дна пристрій АТЕК, але його у нього відбирає Крістатос, який уклав угоду з КДБ. Він намагається втопити Бонда й Меліну, але тим удається врятуватись. За допомогою Коломбо та його людей, Бонд убиває Крістатоса і кидає АТЕК з гори просто перед очима генерала Гоголя, який прилетів за пристроєм на вертольоті. Гоголь переконується, що пристрій знищено, і летить геть.

## В ролях
- Роджер Мур — Джеймс Бонд
- Кароль Буке — Меліна Гейвлок
- Лоїс Максвелл — Місс Маніпенні
- Десмонд Ллевелін — Q
- Джеймс Віллієрс — Білл Таннер
- Топол — Мілос Коломбо
- Лінн-Голлі Джонсон — Бібі Даль
- Джуліан Ґловер — Арістотель Крістатос
- Майкл Ґотард — Еміль Леопольд Лок
- Джеффрі Кін — Фредерік Ґрей (міністр оборони)
- Вальтер Готелл — Генерал Гоголь
- Єва Рубер-Стейер — Рублєвіч (асистентка Гоголя)
- Джанет Браун — Прем'єр-міністр